# Edge Peak
Edge Peak är en bergstopp i Kanada.   Den ligger i provinsen British Columbia, i den södra delen av landet, 3 500 km väster om huvudstaden Ottawa. Toppen på Edge Peak är 1 680 meter över havet.
Terrängen runt Edge Peak är bergig österut, men västerut är den kuperad.Närmaste större samhälle är Maple Ridge, 17,0 km söder om Edge Peak.
I omgivningarna runt Edge Peak växer i huvudsak barrskog. Runt Edge Peak är det ganska tätbefolkat, med 111 invånare per kvadratkilometer.